# Raúl Adolfo Pérez
Raúl Adolfo Pérez (Buenos Aires, 11 novembre 1939 – 26 aprile 2014) è stato un calciatore argentino, di ruolo attaccante.

## Palmarès

### Calciatore

#### Club
- Campionato argentino: 3

Boca Juniors: 1962, 1964, 1965

#### Nazionale
- Giochi panamericani: 1

Argentina: Chicago 1959